# Cumengeíta
La cumengeíta es un mineral de la clase de los halogenuros, cloruro de cobre y plomo con hidroxilos, hidratado. Fue descubierto en ejemplares procedentes de las minas de cobre de El Boleo,  Santa Rosalía, Mulegé, Baja California Sur (México), que consecuentemente se considera su localidad tipo. El nombre es un homenaje a Bernard Louis Philippe Édouard Cumenge, ingeniero de minas en las minas de El Boleo, que encontró los primeros ejemplares.

## Propiedades físicas y químicas
La cumengeíta aparece generalmente en forma de microcristales (cristales visibles a simple vista en la localidad tipo) que crecen de forma orientada sobre las caras de otros cristales de boleíta o de pseudoboleíta, de modo que el aspecto de los ejemplares es muy característico.

## Yacimientos
Es un mineral secundario bastante raro, formado por alteración de minerales primarios de plomo y cobre en ambientes áridos en presencia de concentraciones particularmente elevadas de ion cloruro. Los mejores ejemplares conocidos proceden de la mina Amelia, Boleo, en México, localidad en la que se han encontrado ejemplares de hasta 2 cm . también se encuentra en las minas de Broken Hill, en Nueva Gales del Sur (Australia). Se encuentra asociada a boleíta, pseudoboleíta, anglesita, malaquita y a otros minerales secundarios. En España se ha encontrado como microcristales, asociada a anglesita o a cotunnita, en la mina La Reixidora, en Meredo, Vegadeo (Asturias).  Además de en yacimientos totalmente naturales, se ha encontrado también cumengeíta en bastantes casos en depósitos de escorias antiguas, especialmente en las  alteradas por el agua de mar. Entre las localidades en las que aparece en escorias puede destacarse Laurion, en Atica, Grecia.